# Hypolycaena moutoni
Hypolycaena moutoni är en fjärilsart som beskrevs av Ribbe 1899. Hypolycaena moutoni ingår i släktet Hypolycaena och familjen juvelvingar. Inga underarter finns listade i Catalogue of Life.